# Fodina hayesi
Fodina hayesi là một loài bướm đêm trong họ Noctuidae.